# Enrique José Parravano Marino

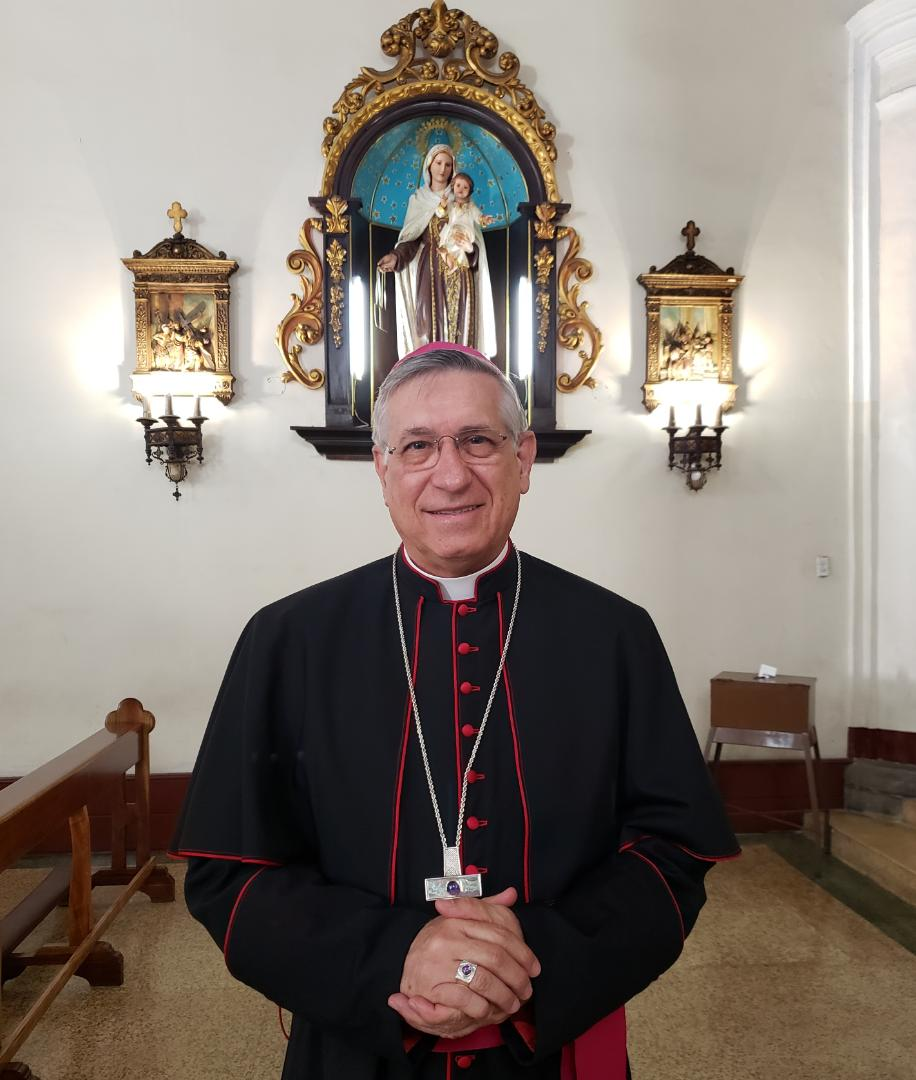
Enrique José Parravano Marino (2021)

Enrique José Parravano Marino SDB (* 8. November 1955 in Turmero, Aragua, Venezuela) ist ein venezolanischer Ordensgeistlicher und römisch-katholischer Bischof von Maracay.

## Leben
Enrique José Parravano Marino trat der Ordensgemeinschaft der Salesianer Don Boscos bei und legte am 30. August 1980 die ewige Profess ab. Er empfing am 14. Januar 1984 das Sakrament der Priesterweihe.
Am 27. April 2016 ernannte ihn Papst Franziskus zum Titularbischof von Isola und bestellte ihn zum Weihbischof in Caracas. Der Erzbischof von Caracas, Jorge Kardinal Urosa, spendete ihm am 9. Juli desselben Jahres die Bischofsweihe; Mitkonsekratoren waren der Bischof von Margarita, Fernando José Castro Aguayo, und der Bischof von Willemstad, Luigi Antonio Secco SDB.
Franziskus ernannte ihn am 19. Juli 2019 zum Bischof von Maracay. Die Amtseinführung fand am 28. September desselben Jahres statt.